# Macchie solari (film 1975)
Macchie solari è un film del 1975 diretto da Armando Crispino.

## Trama
Figlia dell'antiquario sciupafemmine Gianni e specializzanda in un obitorio, Simona Sanna si trova al centro di una serie di morti violente, apparentemente causate da nefasti influssi meteorologici. La morte della giovane americana Betty, futura sposa di suo padre e sorella del reverendo Paul, crea un'atmosfera di reciproci sospetti. Secondo la polizia la giovane si è suicidata ma il sacerdote è di parere opposto, perché si era appena confessata da lui e, tornata in grazia di Dio, non aveva motivo per togliersi la vita.
Benché Paul sospetti di Gianni, Simona rifiuta con veemenza l'ipotesi, iniziando una turbolenta frequentazione con il prete. Scopre poi dal fotografo Edgardo, un ricco erede con cui intreccia una storia d'amore, che Paul si era ritirato anni prima dalle gare automobilistiche dopo un incidente in cui era rimasto coinvolto a Le Mans, e che aveva causato la morte di una decina di persone. Tormentato dai sensi di colpa, l'uomo era stato rinchiuso in manicomio prima di diventare sacerdote.
Quando vengono inscenati i suicidi del custode del condominio di Simona e dello stesso Gianni, anche la donna comprende di trovarsi di fronte a una serie di delitti. Alcune coincidenze la inducono a sospettare di Paul, di cui si confessa innamorata, ma il vero colpevole è Edgardo, diseredato nel testamento paterno inavvertitamente capitato tra le mani di Gianni, che lo ricattava minacciando di rivelare la verità. Con la complicità di Betty, poi pentita, Edgardo era tornato in possesso del testamento, prima di cominciare la sequenza degli omicidi. Questi tenta infine di inscenare anche il suicidio di Paul e Simona, i quali riescono però a salvarsi. L'ecclesiastico raggiunge l'assassino in cima alla cupola di Sant'Agnese in Agone, a piazza Navona: al termine di una colluttazione Edgardo precipita e muore.

## Distribuzione
All'ingresso delle sale la casa di distribuzione Titanus offriva agli spettatori mascherine nere per coprire gli occhi durante le sequenze più cruente.
Il film è stato distribuito nel mercato internazionale con i titoli Autopsy e The Victim (quest'ultimo negli USA).